# Groupe de Barbezieux
Groupe de Barbezieux, seltener École de Barbezieux, nennt man eine Gruppe von Schriftstellern und Schriftstellerinnen aus Barbezieux (Département Charente-Maritime), die sich seit ihrer Kindheit kennen. Diese Mitglieder von drei Familien besuchten dieselbe Schule und hatten auch Zeit ihres Lebens Kontakt untereinander, obwohl sie gerade politisch unterschiedliche Meinungen vertraten.
Weniger mit dem Ort Barbezieux denn mehr mit der Groupe de Barbezieux ist auch die Librairie Delamain zu nennen. Diese Buchhandlung wurde vom Buchhändler André Charles Cailleau (1731–1798) in Paris (1. Arrondissement) gegründet. Heute ist sie Teil von Hachette Livre und gehört zur Groupe Lagardère.

## Mitglieder
- Germaine Boutelleau (1876–1956), Schriftstellerin und Übersetzerin
- Jacques Boutelleau (1884–1968), Schriftsteller unter dem Pseudonym Jacques Chardonne
- Jacques Delamain (1874–1953), Publizist und Geschäftsführer der Éditions Stock
- Maurice Delamain (1883–1974), Schriftsteller
- Robert Delamain (1879–1949), Historiker
- Geneviève Fauconnier (1886–1969), Schriftstellerin
- Henri Fauconnier (1879–1973), Schriftsteller